# Apiophragma hyalina
Apiophragma hyalina is een mosdiertjessoort uit de familie van de Calloporidae. De wetenschappelijke naam van de soort is, als Megapora hyalina, voor het eerst geldig gepubliceerd in 1904 door Waters.